# Америка де Кали
Америка де Кали (на испански: América de Cali) е колумбийски футболен отбор от Кали, департамент Вале дел Каука. Основан е на 13 февруари 1927 г. Със своите 14 шампиноски титли, отборът е третият най-успешен в страната след Мийонариос и Атлетико Насионал (по 14). Америка де Кали има забележителна статистика в Копа Либертадорес, но същевременно и голяма доза малшанс. Към декември 2014 г., въпреки че има едва 19 участия, тимът е на седмо място във вечната ранглиста на турнира (в първата десетка няма отбор с по-малко участия; най-близко по този показател са Бока Хуниорс и Универсидад Католика с по 24, а рекордьорът по участия Насионал Монтевидео (40) е на първо място с показатели, едва 1,7 пъти по-добри от тези на Америка). Освен това Америка има два четвъртфинала, шест полуфинала и четири финала (три поредни между 1985 и 1987 г.), но всичките загубени. За сметка на това през 1999 г. печели Копа Мерконорте. През 1996 г. Международната футболна федерация по история и статистика IFFHS нарежда отбора на второ място в света след Ювентус в годишната си класация, а три години по-късно – на 39-о място в света за всички времена. През 80-те и първата половина на 90-те години на 20 век отборът получава пари от наркокартела Кали и заедно с Атлетико Насионал, който има връзки с картела Меделин и Пабло Ескобар и Мийонариос, чиито собственик по това време също е член на картела Меделин, става най-богатият клуб не само в страната, но и на континента. През 2009 г. Америка де Кали става първият колумбийски отбор, който открито признава за това, че е бил финансиран с пари от наркотрафик.

## История
Америка де Кали е основан официално през 1927 г., но произлиза от създадения от ученици от колежа Санта Либрада през 1918 г. ФК Америка. Той успява да продължи успешното представяне на този юношески отбор и спечелва пет поредни аматьорски титли на департамента Вале дел Каука. През 1948 г. президент на тима става Умберто Салседо Фернандес, който взима решение Америка де Кали да добие професионален статут и да започне да се състезава в новосъздаденото професионално първенство. Един от големите фенове на отбора, зъболекарят Бенхамин „Гарабато“ Уреа, не е съгласен с тези планове и заявява, че ако клубът стане професионален, той никога няма да стане шампион. Тези думи, известни като „Проклятието на Гарабато“, имат тежест в продължение на цели 31 години, в рамките на които Америка де Кали няма особени шансове за спечелване на титлата, тъй като само на два пъти завършва на второ място и веднъж на трето. Въпреки спечелената през 1979 г. първа шампионска титла и последвалата златна ера на отбора с дванадесет титли за 23 години, мнозина фенове виждат продължението на това проклятие в турнира за Копа Либертадорес, където въпреки четирите финала, тимът не успява да триумфира като шампион.
Споменатата златна ера е резултат не само на парите, свързани с продажба на наркотици, но и на назначаването за треньор на Габриел Очоа Урибе, който дотогава има шест титли с Мийонариос и една с Индепендиенте Санта Фе. Урибе остава на поста цели 19 години и добавя към колекцията си още седем шампионски титли, превръщайки се в най-успешния колумбийски треньор на всички времена. От своя страна страховитите братя Хилберто и Мигел Родригес Орехуела, които са начело на картела Кали, наливат пари в популярния сред работническия клас отбор, за да могат да свържат картела с хората от по-бедните квартали и така да спечелят одобрението и подкрепата им. По този начин Америка де Кали разполага с достатъчно средства, за да закупи някои от най-добрите колумбийски играчи, както и чужденци, национали на своите страни. В своята книга „Синът на шахматиста 2“ Фернандо Мондрагон, син на Хилберто Родригес, дори разкрива, че по време на общ обяд, чичо му Мигел предложил на двадесетгодишния по това време Диего Марадона 3 милиона долара, за да играе за Америка в оставащите шест месеца до края на сезона. Марадона приел условията, но бил разубеден от мениджъра си, защото вече е била постигната договорка с ФК Барселона.
През 90-те години на ХХ век обаче времената на финансова мощ отминават. В САЩ кокаинът постепенно измества хероина като предпочитана дрога и усилията на Агенцията за борба с наркотиците се пренасочват към кокаина, чиито основен производител е Колумбия. Въпреки че първоначално най-тежките удари получава картела Меделин (Пабло Ескобар е убит през 1993 г.), през 1995 г. са арестувани шестима от ръководните кадри на картела Кали и финансирането на Америка де Кали драстично намалява. Въпреки това отборът продължава да се представя на добро ниво, както на национална, така и на международна сцена – през 1999 г. е спечелена Копа Мерконорте. Положението се влошава още повече, когато Америка де Кали попада под ударите на т.нар. „Списък на Клинтън“. Заради връзките с братята Родригес, всичките активи на отбора в САЩ, равняващи се на 1 милион долара, са конфискувани, а на всички фирми, свързани с него, е забранен достъпът до американския пазар. Заради това всички компании избягват да спонсорират Америка де Кали и се налага отборът да разчита само на приходи от продажба на играчи, билети и рекламни стоки. Клубът е изваден от черния списък чак през 2010 г. и следва преструктуриране, което обаче е проведено по начин, който позволява да бъдат запазени както името, така и титлите му. Въпреки това за доизплащане остават дългове в размер на 2 милиона долара и това води до налагане на таван на заплатите на футболистите, което от своя страна пречи на доброто представяне на отбора. Така след три много слаби като резултати години (от своя страна последвали второ и първо място през 2008 г.) с класирания на 11-о, последно, 16-о, 10-о, 12-о и 8-о място, в края на 2011 г. Америка се озовава на предпоследното място в специалното класиране, определящо изпадащите отбори, направено на базата на точките от последните три години. В баража за оставане в елита Америка е считан за фаворит срещу Патриотас, но губи след изпълнение на дузпи и така за първи път в историята си изпада в Категория примера Б. Още следващата година тимът има шанс да се върне в първа дивизия, защото финишира на второ място в първенството, но губи баража срещу Кукута Депортиво с общ резултат 3:5.

## Дербита
Класико Валекаукано се нарича дербито между Америка де Кали и Депортиво Кали. Двата отбора имат общо 21 шампионски титли, което прави Кали градът с най-много титли, една повече от Богота, където Мийонариос и Индепендиенте Санта Фе имат общо 20. Първото дерби се играе през 1931 г. Тогава Депортиво печели с 1:0, а съдията отменя два гола на Америка. От Америка са недоволни и публикуват редица статии, критикуващи съдийството. В резултат на това Америка е изваден от всички турнири за една година, като отборът използва времето, за да направи турне с приятелски мачове из цялата страна. От 2011 г. насам двата тима могат да изправят един срещу друг само в турнира за Купата на Колумбия, защото оттогава Америка де Кали играе във втора дивизия. Към средата на март 2012 г. са изиграли общо 301 дербита във всички турнири, като Депортиво има 114 победи, 91 загуби и 96 равенства.
За едно от най-интересните дербита в колумбийския футбол е това между Америка и Атлетико Насионал. То се базира на факта, че от 1979 г., откогато шампионът се определя в двубой между два отбора, а не чрез финална група с повече отбори, двата тима са се срещали на общо 15 финала. През 1980-те мачовете са свързани с враждата на картелите Кали и Меделин. Първото дерби се състои през 1948 г. и е спечелено от Америка с 3:0. Дербито е едно от най-равностойните в страната – дотогава в 256 има 90 победи за Америка, 89 за Атлетико Насионал и 77 равенства.
Враждата между Америка и Мийонариос също се заражда през 80-те години на ХХ век и също освен успехите, които тимовете си поделят през 1980-те, то има продължение и в борбата за разпределение на наркопазара. Изиграни са 241 мача, от тях Америка има 79 победи, 93 загуби и 69 равенства.
Класико де Рохос, Червеното дерби, са мачовете между Америка и Индепендиенте Санта Фе. Мачът се счита за дерби главно от привържениците на Индипендиенте. Смята се, че враждата започва в края 80-те и началото на 90-те години на ХХ век, когато финансово силният по това време Америка купува много от добрите играчи на Индепендиенте почти на безценица. На 11 май 2005 г. по време на мач между двата отбора в Богота, феновете се сбиват и в резултат загива един привърженик на Индепендиенте.

## Играчи

### Известни бивши играчи
- Адолфо Валенсия
- Адриан Рамос
- Александър Ескобар Ганян
- Алексис Мендоса
- Антони де Авила
- Бернардо Редин
- Браян Ангуло
- Вилингтон Ортис
- Вилмер Кабрера
- Вилсон Перес
- Джон Виафара
- Джон Харолд Лосано
- Дуван Сапата
- Куарентиня
- Ладислао Мазуркевич
- Леонел Алварес
- Луис Техада
- Марко Ечевери
- Мигел Гереро
- Нестор Фабри
- Оскар Кордоба
- Оскар Мас
- Пабло Армеро
- Рафаел Дудамел
- Рикардо Галека
- Роберто Кабаняс
- Робинсон Сапата
- Роке Алфаро
- Роландо Фонсека
- Серхио Галван Рей
- Сесар Куето
- Фабиан Естай
- Фреди Ринкон
- Херсон Гонсалес
- Хорхе Бермудес
- Хорхе да Силва
- Хорхе Рамон Касерес
- Хуан Андрес Варгас

## Успехи
Национални
- Категория Примера А:
  - Шампион (14): 1979, 1982, 1983, 1984, 1985, 1986, 1990, 1992, 1997, 2000, 2001, 2002 А, 2008 Ф, 2019 Ф
  - Вицеампион (7): 1960, 1969, 1987, 1991, 1995, 1999, 2008 А
- Категория Примера Б:
  - Вицешампион (1): 2012
- Аматьорско първенство на департамент Вале дел Каука:
  - Шампион (6): 1931, 1932, 1933, 1934, 1935, 1940
  - Вицешампион (2): 1936, 1938
- Аматьорско първенство на департамент Вале дел Каука, втора дивизия:
  - Шампион (2): 1927, 1930

Международни
- Копа Либертадорес:
  - Финалист (4): 1985, 1986, 1987, 1996
  - Полуфиналист (6): 1980, 1983, 1988, 1992, 1993, 2003
  - Четвъртфиналист (2): 1991, 2001
- Копа Мерконорте:
  - Носител (1): 1999
- Копа КОНМЕБОЛ:
  - Полуфиналист (1): 1995
  - Четвъртфиналист (1): 1997

## Рекорди
- Най-голяма победа: 9:0 срещу Кукута Депортиво, 29 август 1990
- Най-голяма загуба: 7:2 срещу Депортес Киндио, 25 май 1958
- Най-много мачове: Александер Ескобар Ганян – 505
- Най-много голове: Антони де Авила – 208
- Най-много поредни победи за първенство: 14 – сезон 1996/1997
- Най-много поредни титли в шампионата на Колумбия: 5 – между 1982 и 1986
- Най-много шампионски титли с един колумбийски отбор: Антони де Авила – 8
- Отборът с високи заплати на континента през 80-те години

Футболисти с най-много мачове
| Място | Име                      | Мачове |
| ----- | ------------------------ | ------ |
| 1     | Александер Ескобар Ганян | 505    |
| 2     | Антони де Авила          | 488    |
| 3     | Луис Едуардо Рейес       | 396    |
| 4     | Хилберто Куеро           | 389    |
| 5     | Хулио Сесар Фалкиони     | 376    |
| 6     | Уго Валенсия             | 357    |
| 7     | Хуан Мануел Баталия      | 353    |
| 8     | Габриел Чапаро           | 340    |
| 9     | Виктор Луго              | 325    |
| 10    | Херардо Акиньо           | 312    |
| 11    | Фоад Масири              | 312    |

Футболисти с най-много голове във всички турнири
| Място | Име                      | Мачове |
| ----- | ------------------------ | ------ |
| 1     | Антони де Авила          | 208    |
| 2     | Хорхе Рамон Касерес      | 135    |
| 3     | Хуан Мануел Баталия      | 110    |
| 4     | Леонардо Фабио Морено    | 98     |
| 5     | Хайро Кастийо            | 92     |
| 6     | Армандо Торес            | 90     |
| 7     | Александер Ескобар Ганян | 88     |
| 8     | Орландо Матурана         | 79     |
| 9     | Хорхе да Силва           | 77     |
| 10    | Рикардо Гарека           | 74     |